# معاجم حدیث شیعه
معاجم حدیث شیعه کتابی از علیرضا برازش است که در سال ۱۳۷۳ منتشر و در مراسم کتاب سال جمهوری اسلامی ایران به‌عنوان کتاب برگزیده معرفی شد.